# Чулатів (село)
Чула́тів — село в Україні, у Новгород-Сіверській міській громаді Новгород-Сіверського району Чернігівської області. Населення становить 137 осіб. До 2020 орган місцевого самоврядування — Команська сільська рада.

## Археологічні розвідки
Поблизу села були знайдені стоянки людини періоду палеоліту «Крейдяний майдан», «Робітничий рів», «Заровська круча».

## Історія
«Сільце Чюлатова» вперше значиться в грамоті 1602 р. щодо споконвічних володінь Новгород-Сіверського Спаського монастиря. Сільце стояло на монастирських землях, його мешканцями були монастирські піддані, які займалися збором меду диких бджіл. Монастир передав село якомусь Чюлатову, потім братам Стромоуховим, які сплачували за це податок медом 6 пудів щороку.
Мале село відповідно мало й малу церкву. Підтвердженням наявності церкви є найменування «Чулатова» селом в універсалі гетьмана Івана Самойловича від 21 серпня 1673 р. Чулатівські козаки входили до складу Арапівського куреня Новгородської сотні Стародубського полку. 
За даними на 1859 рік у козацькому й власницькому селі Новгород-Сіверського повіту Чернігівської губернії мешкало 298 осіб (141 чоловічої статі та 157 — жіночої), налічувалось 271 дворове господарство, існували православна церква й сільська розправа.
Станом на 1886 у колишньому державному й власницькому селі Риківської волості мешкало 339 осіб налічувалось 73 дворових господарства, існували православна церква, вітряний млин..
За даними на 1893 рік у поселенні мешкало 473 особи (241 чоловічої статі та 232 — жіночої), налічувалось 82 дворових господарства.
За переписом 1897 року кількість мешканців зросла до 485 осіб (245 чоловічої статі та 240 — жіночої), з яких 476 — православної віри.
12 червня 2020 року, відповідно до розпорядження Кабінету Міністрів України № 730-р «Про визначення адміністративних центрів та затвердження територій територіальних громад Чернігівської області», увійшло до складу Новгород-Сіверської міської громади.
19 липня 2020 року, в результаті адміністративно - територіальної реформи та ліквідації колишнього Новгород-Сіверського району, село увійшло до новоствореного Новгород-Сіверського району Чернігівської області.